# 摩拉瓦河畔韋塞利

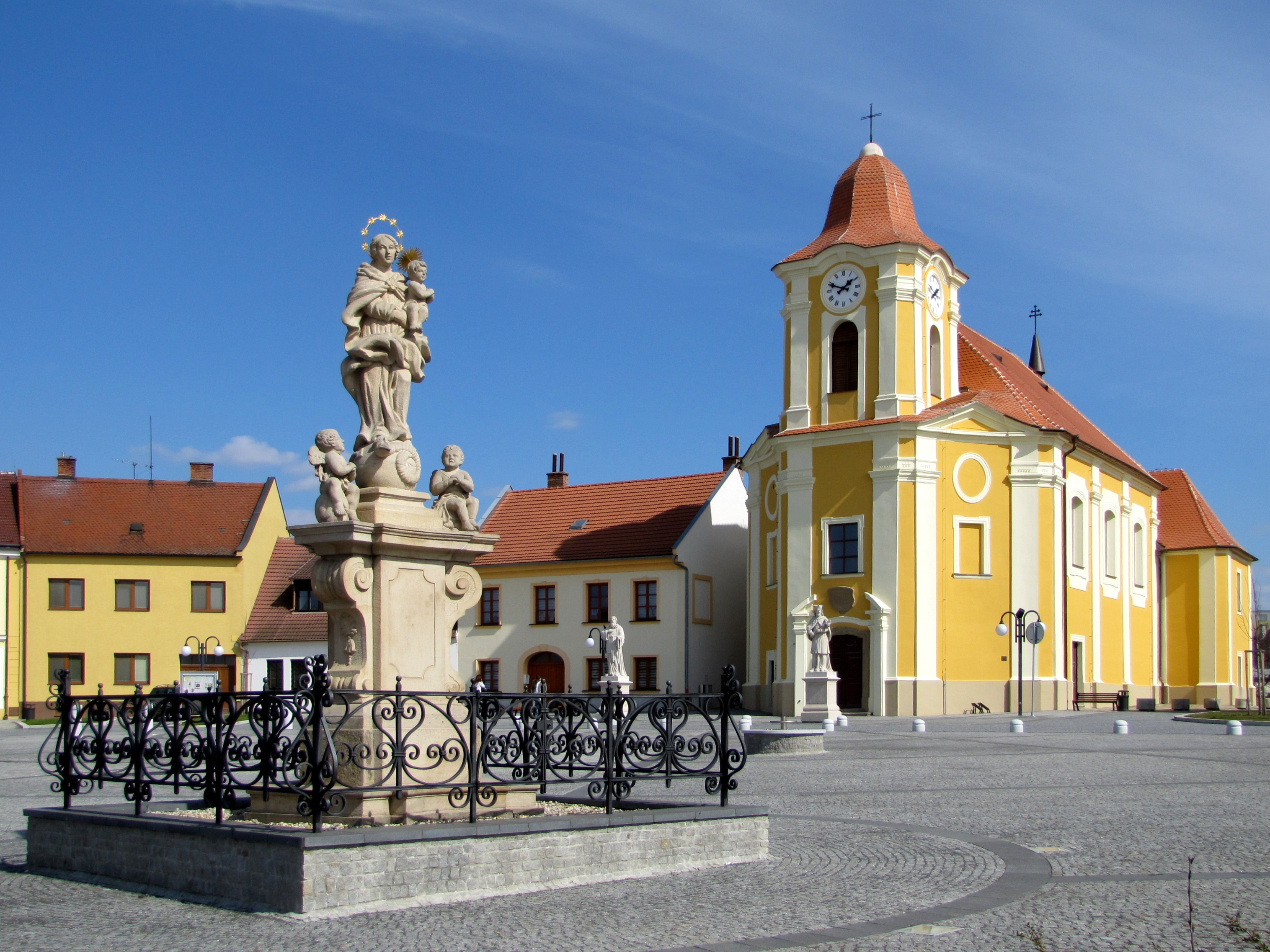

摩拉瓦河畔韋塞利是捷克的城鎮，位於該國東南部，距離烏赫爾堡14公里，由南摩拉維亞州負責管轄，面積35.45平方公里，海拔高度176米，2011年人口11,748。

## 外部連結
- Official website （页面存档备份，存于） （捷克文）